# 205-я стрелковая дивизия (2-го формирования)
Не следует путать с 205-й моторизованной дивизией
Не следует путать с 205-й стрелковой дивизией формирования 1942 года
205-я стрелковая Гдынская ордена Суворова дивизия — воинское соединение Вооружённых сил СССР в Великой Отечественной войне

## История
Сформирована 26.06.1943 путём переименования 186-й стрелковой дивизии под Кестеньгой. При переименовании полки получили новые номера 238-й стал 577-м стрелковым полком, 290-й − 721-м стрелковым полком и 298-й — 731-м стрелковым полком.
В действующей армии с 26.06.1943 по 14.11.1944 и с 29.01.1945 по 09.05.1945 года.
До июня 1944 года дивизия держала оборону в районе Кестеньги. В июне-июле 1944 года провела частные наступательные бои, в результате которых её части вышли на рубеж Сенозеро-Елетьозеро, при этом дивизия разгромила 6-й добровольческий норвежский батальон дивизии СС «Норд» численностью до 300 человек (погибло приблизительно 140 норвежцев).
В сентябре 1944 года дивизия участвовала в преследовании противника на кестеньгском направлении, перешла в наступление из района Кестеньги на Кусамо. В связи с тем, что 05.09.1944 Финляндия вышла из войны и 14.09.1944 года начала отвод войск на свою территорию, дивизия воевала только с немецкими частями. Преодолевала упорное сопротивление на хорошо подготовленных оборонительных рубежах севернее и северо-восточнее Кестеньги. Дивизия обошла противника с фланга и ударом с тыла отбросила врага в направлении Коккосалмы, затем начала преследование врага и 18.09.1944 обходным манёвром «оседлала» шоссе на Кусамо, западнее озера Топозеро, и завязала упорные бои с отходящими эсэсовцами. 21.09.1944 было последним днём ожесточённых схваток со врагом, в последующие дни до 27.09.1944, в 40 километрах от советско-финляндской границы в районе финского города Кусамо дивизия вела частные встречные бои с 18-м горнострелковым корпусом.
Во время Петсамо-Киркенесской операции вела активные боевыми действия на Ухтинском направлении с задачей отвлечения на себя войск противника с целью недопущения переброски резервов в Северную Норвегию. Затем выведена в резерв, пополнена и переброшена в Польшу
26.01.1945 года первый эшелон дивизии прибыл на станцию Треблинка. Вела бои
в Польше с 10.02.1945 в ходе Восточно-Померанской операции, сражаясь против частей немецких 15-й и 32-й пехотной дивизий, французской бригады СС «Карл Великий».
За полтора месяца боёв в Польше дивизия освободила 211 населённых пунктов, в том числе участвовала в освобождении городов Хаммерштайн 27.02.1945, Гдыня 28.03.1945, уничтожила свыше 8500 фашистских солдат и офицеров, 4119 гитлеровцев были захвачены в плен, из концлагерей было освобождено около 7000 советских и иностранных граждан, были взяты богатые трофеи.
За отличные боевые действия воины дивизии четырежды были удостоены благодарности Верховного Главнокомандующего Маршала Советского Союза И. В. Сталина.
Весной 1945 года дивизия в составе наступающих советских войск вышла на побережье Балтийского моря. Последней боевой операцией дивизии стало освобождение датского острова Борнхольм. На острове располагалась мощная военно-морская база противника, которая контролировала юго-западную часть Балтийского моря. В ходе морской десантной операции был пленён 12-тысячный гарнизон гитлеровцев, в том числе 8 генералов, захвачены десятки тысяч винтовок и карабинов, около тысячи пулемётов, артиллерийские орудия, миномёты, боеприпасы и другое военное снаряжение.

## Полное название
205-я стрелковая Гдыньская ордена Суворова дивизия, также неофициально 205-я стрелковая Полярная Гдыньская ордена Суворова дивизия

## Подчинение
| Дата            | Фронт (округ)         | Армия      | Корпус (группа)         | Примечания |
| --------------- | --------------------- | ---------- | ----------------------- | ---------- |
| 01.07.1943 года | Карельский фронт      | 26-я армия | 31-й стрелковый корпус  | -          |
| 01.08.1943 года | Карельский фронт      | 26-я армия | 31-й стрелковый корпус  | -          |
| 01.09.1943 года | Карельский фронт      | 26-я армия | 31-й стрелковый корпус  | -          |
| 01.10.1943 года | Карельский фронт      | 26-я армия | 31-й стрелковый корпус  | -          |
| 01.11.1943 года | Карельский фронт      | 26-я армия | 31-й стрелковый корпус  | -          |
| 01.12.1943 года | Карельский фронт      | 26-я армия | 31-й стрелковый корпус  | -          |
| 01.01.1944 года | Карельский фронт      | 26-я армия | 31-й стрелковый корпус  | -          |
| 01.02.1944 года | Карельский фронт      | 26-я армия | 31-й стрелковый корпус  | -          |
| 01.03.1944 года | Карельский фронт      | 26-я армия | 31-й стрелковый корпус  | -          |
| 01.04.1944 года | Карельский фронт      | 26-я армия | 31-й стрелковый корпус  | -          |
| 01.05.1944 года | Карельский фронт      | 26-я армия | 31-й стрелковый корпус  | -          |
| 01.06.1944 года | Карельский фронт      | 26-я армия | 31-й стрелковый корпус  | -          |
| 01.07.1944 года | Карельский фронт      | 26-я армия | 31-й стрелковый корпус  | -          |
| 01.08.1944 года | Карельский фронт      | 26-я армия | 31-й стрелковый корпус  | -          |
| 01.09.1944 года | Карельский фронт      | 26-я армия | 31-й стрелковый корпус  | -          |
| 01.10.1944 года | Карельский фронт      | 26-я армия | -                       | -          |
| 01.11.1944 года | Карельский фронт      | 26-я армия | 132-й стрелковый корпус | -          |
| 01.12.1944 года | Резерв Ставки ВГК     | 26-я армия | -                       | -          |
| 01.01.1945 года | Резерв Ставки ВГК     | 32-я армия | 134-й стрелковый корпус | -          |
| 01.02.1945 года | 2-й Белорусский фронт | 19-я армия | 134-й стрелковый корпус | -          |
| 01.03.1945 года | 2-й Белорусский фронт | 19-я армия | 134-й стрелковый корпус | -          |
| 01.04.1945 года | 2-й Белорусский фронт | 19-я армия | 134-й стрелковый корпус | -          |
| 01.05.1945 года | 2-й Белорусский фронт | 19-я армия | 134-й стрелковый корпус | -          |

## Состав
- 577-й стрелковый полк
- 721-й стрелковый полк
- 731-й стрелковый полк
- 672-й артиллерийский полк
- 30-й отдельный истребительно-противотанковый дивизион
- 293-я разведывательная рота
- 394-й сапёрный батальон
- 598-й отдельный батальон связи (293-я отдельная рота связи)
- 369-й медико-санитарный батальон
- 195-я отдельная рота химической защиты
- 515-я автотранспортная рота
- 306-я полевая хлебопекарня
- 834-й дивизионный ветеринарный лазарет
- 01453-я (1483-я) полевая почтовая станция
- 915-я полевая касса Госбанка

## Командование

### Командиры
- Литвинов, Фёдор Иванович (26.06.1943 — 06.07.1943), полковник
- Белоскурский, Михаил Алексеевич (07.07.1943 — 29.03.1945), полковник, с 02.11.1944 генерал-майор
- Синкевич, Ян Петрович (30.03.1945 — 24.04.1945), полковник
- Носов, Пётр Григорьевич (25.04.1945 — ??.07.1945), полковник

### Заместители командира
- Полятков, Николай Дмитриевич (22.03.1945 — ??.07.1945), полковник

## Награды и наименования
| Награда (наименование)           | Дата                                       | За что награждена |
| -------------------------------- | ------------------------------------------ | --- |
| Почётное наименование «Гдынская» | 28.03.1945                                 | За успешные боевые действия по овладению Гдыней |
| Орден Суворова II степени        | Указ Президиума ВС СССР от 05.04.1945 года | За образцовое выполнение заданий командования в боях с немецкими захватчиками при овладении городами Шлохау, Штегерс, Хаммерштайн, Бальденберг, Бублиц и проявленные при этом доблесть и мужество. |

## Отличившиеся воины дивизии
| Награда | Ф. И.О                        | Должность | Звание          | Дата награждения                                           | Примечания                                                                                            |
| ------- | ----------------------------- | --- | --------------- | ---------------------------------------------------------- | --- |
|         | Виноградов, Павел Петрович    | сапёр 731-го стрелкового полка | ефрейтор        | 29.06.1945                                                 | |
|         | Косолапов, Виктор Григорьевич | Командир отделения взвода пешей разведки 721-го стрелкового полка | сержант         | 29.04.1945 11.05.1945                                      | в составе дивизии два раза награждён 2-й степенью. 24.10.1966 перенаграждён орденом Славы 1-й степени |
|         | Кузнецов, Алексей Николаевич  | командир отделения 731-го стрелкового полка | сержант         | 29.06.1945                                                 | |
|         | Маслухин, Виталийц Алексеевич | сапёр 731-го стрелкового полка | ефрейтор        | 29.06.1945                                                 | |
|         | Михиевич, Лев Николаевич      | помощник командира сапёрного взвода 731-го стрелкового полка | старшина        | 29.06.1945                                                 | |
|         | Мошков, Семён Лукич           | стрелок 293 отдельной разведывательной роты | ефрейтор        | перенагражден орденом Славы I степени 19 августа 1955 года | |
|         | Синицкий, Павел Анисифович    | Командир отделения взвода конной разведки 577-го стрелкового полка помощник командира взвода пешей разведки командир отделения взвода пешей разведки 577-го стрелкового полка | сержант         | 04.08.1944 22.02.1945 29.06.1945                           | |
|         | Хопов, Павел Сергеевич        | заместитель командира отделения 731-го стрелкового полка | старший сержант | 29.06.1945                                                 | |